# Александар Цветковић (глумац)
Александар Цветковић (Београд, 1900 — Београд, између 6. и 18. новембра 1944) је био српски и југословенски глумац, комичар, позоришни редитељ и члан ансамбла Народног позоришта у Београду.

## Биографија

### Каријера
Рођен је 1900. године у Београду. Наступао је у Српском народном позоришту у Новом Саду, у сезону 1931/1932 године је режирао три позоришне представе на Цетињу, затим у Сарајеву. Уочи рата је постао члан ансамбла Народног позоришта у Београду.

### Смрт
За време окупације, Цветковић је радио у Централи за хумор, одакле су се емитовали скечеви и забавни програм. Реч је заправо била о мањем позоришту, састављеном од чланова других позоришта.
Након ослобођења Београда, ухапсили су га агенти ОЗНЕ, 6. новембра 1944. године, под оптужбом за сарадњу са окупатором. Улогу у томе имао је предратни глумац Никола Поповић, комесар привремене управе Народног позоришта. Дана 27. новембра 1944. године, на насловној страни листа Политика објављено је саопштење Војног суда Првог корпуса Народноослободилачке војске Југославије о суђењу ратним злочинцима и списак са именима 105 стрељаних, који су означени као народни непријатељи. На списку су се нашла имена глумаца Александра Цветковића и Јована Танића.
Према сведочењу Танасија Узуновића, чији је деда-стриц био Никола Узуновић (председник Министарског савета Краљевине Југославије у два мандата), Цветковића је лично убио Слободан Пенезић Крцун у подруму Народног позоришта у Београду. Мада је током читавог рата сасвим несметано радило и Хрватско народно казалиште у Загребу, ниједан члан његовог ансамбла није доживео судбину београдских глумаца.
Унука Александра Цветковића је глумица Горица Поповић. У његову част, радила је на комаду са радним насловом Централа за хумор.

## Сећање
Поводом 150 година постојања Народног позоришта у Београду 2018. године, Радио-телевизија Србије је емитовала документарно-играни серијал Народно позориште у 10 чинова. Трећа епизода серијала бави се судбином Александра Цветковића и других глумаца након ослобођења 1944. године, а лик Цветковића је тумачио глумац Горан Јевтић.